# Mixed Feelings
Mixed Feelings es el segundo material en inglés y primer EP del exlíder de la banda chilena Los Prisioneros Jorge González (Leonino en este material), publicado en 2015 bajo el sello Hueso Records.
Contiene tres remixes de canciones de Naked Tunes, hechos por los connotados músicos Atom Heart, Ricardo Villalobos y Andrés Bucci, más dos canciones inéditas.

## Lista de canciones
Todas las canciones escritas y compuestas por Jorge González Ríos. 
| N.º   | Título                                 | Duración |  |
| 1.    | «I think we should be friends (remix)» | 4:20     |  |
| 2.    | «It wasn´t mean to be (remix)»         | 9:37     |  |
| 3.    | «There is a light (remix)»             | 6:18     |  |
| 4.    | «Look who´s talking»                   | 3:49     |  |
| 5.    | «A simple country song»                | 3:50     |  |
| 28:54 |                                        |          |  |